# Fouqueville
Fouqueville é uma comuna francesa na região administrativa da Normandia, no departamento de Eure. Estende-se por uma área de 8,17 km². Em 2010 a comuna tinha 466 habitantes (densidade: 57 hab./km²).